# Pterotrachea

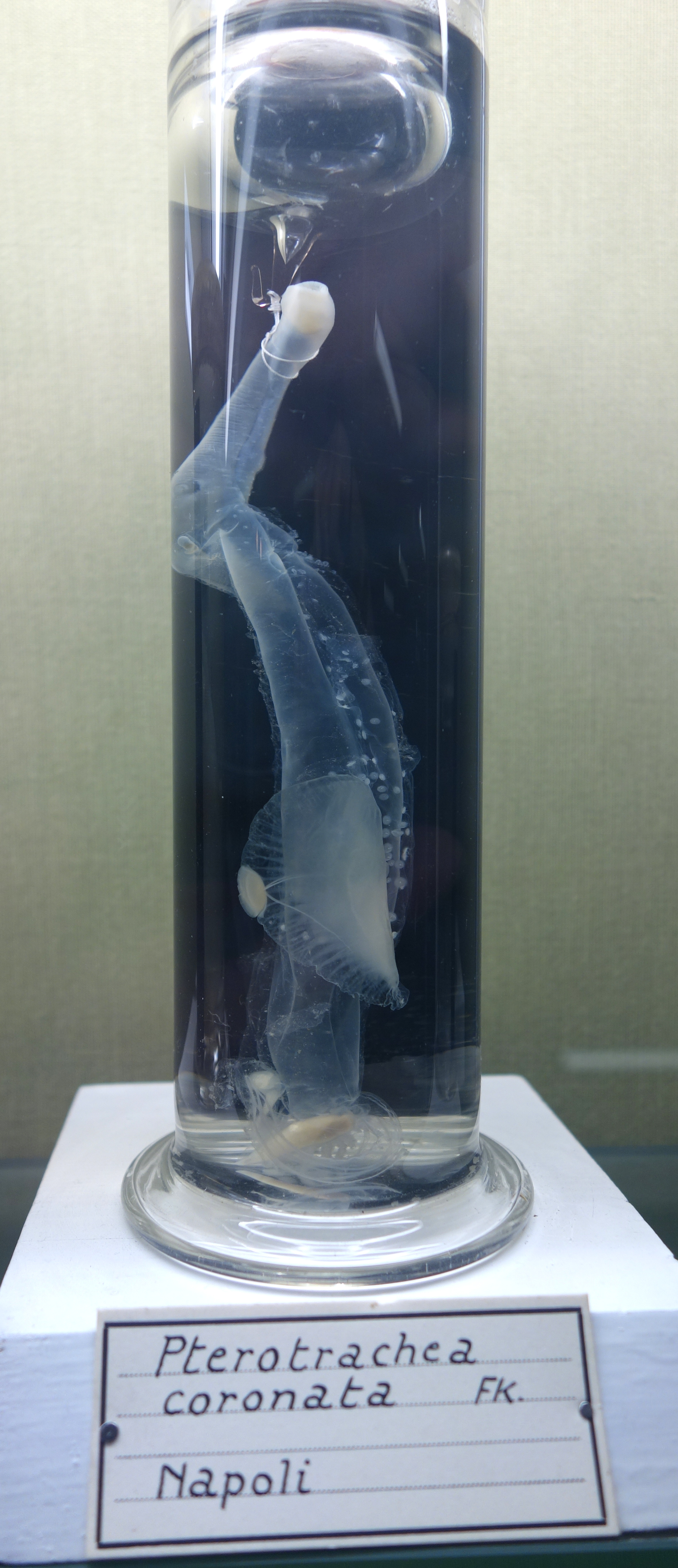
Pterotrachea coronata

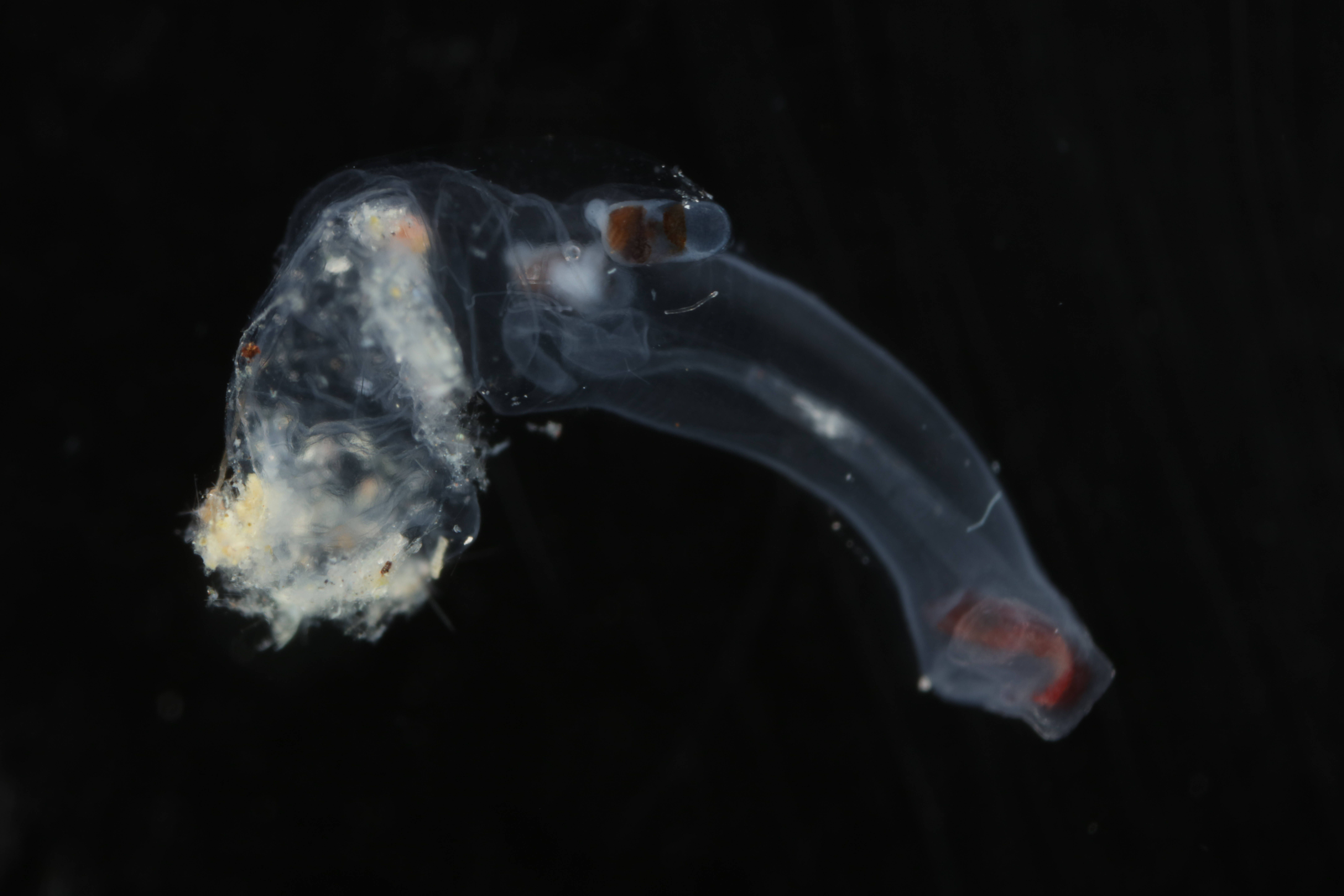
Pterotrachea hippocampus

Pterotrachea Forsskål, 1775 è un genere di molluschi gasteropodi della sottoclasse Caenogastropoda.

## Descrizione
Tutte le specie di  Pterotrachea sono prive del guscio, che è presente nello stadio larvale, ma viene eliminato dopo la metamorfosi. 
Possiedono un corpo aerodinamico, con un tronco allungato e una coda appiattita lateralmente che facilitano il nuoto. La proboscide è sottile, allungata, molto mobile e termina con una piccola massa vestibolare. La pelle del tronco, anteriormente alla pinna natatoria,  è ispessita in direzione ventro-laterale come piega gelatinosa in P. hippocampus e P. coronata, in direzione laterale come un disco cuticolare appiattito in P. scutata.
Gli occhi hanno una forma rettangolare in Pterotrachea coronata e P. scutata, mentre hanno forma triangolare in P. hippocampus, più stretti negli esemplari giovani e invece larghi in esemplari adulti.
La Radula ha denti rachidiani centrali policuspidi, con una grande cuspide mediana appuntita e cuspidi laterali multiple. I denti laterali e marginali sono monocuspidi.
Le larve di Pterotrachea hanno dei gusci costituiti da circa 2,5 vortici, ma si distinguono in tre tipi per le seguenti caratteristiche:  nella larva di tipo 1 la superficie è liscia e l'ultimo vortice si separa dai vortici interni; nella larva tipo 2, l'ultima spirale non si separa dalle precedenti, il guscio è sottile e trasparente, e la superficie è attraversata da circa 30 nervature; e, nella larva tipo 3 il guscio è arrotolato e ha una forma simile alla larva 2, ma la superficie è liscia.
Pterotrachea sono molluschi carnivori che catturano le loro prede in virtù delle loro capacità visive e natatorie come il resto dei pterotracheidi. Alcuni studiosi hanno notato che gli etereopodi con occhi molto grandi (es.Pterotrachea coronata e Pterotrachea scutata) si trovano generalmente a profondità maggiori rispetto alle specie con occhi più piccoli.
In tutti gli eteropodi il novimento natatorio avviene tramite la rapida ondulazione dell'unica pinna natatoria, che è tenuta verso l'alto. Pertanto la posizione normale di nuoto in tutte le specie è capovolta con i visceri sottostanti e la pinna ventrale diretta verso la superficie dell'acqua. È stato osservato che alcune specie nuotano normalmente a una velocità di 2-3 cm/sec, ma sono in grado di raggiungere una velocità almeno tre volte superiore in condizioni di pericolo. Pterotracheidae possono nuotare anche all'indietro invertendo in movimento ondulatorio della pinna. Gli pterotracheidi hanno una galleggiabilità neutra.
Gli pterotracheidi sono per lo più epipelagici (dimorano nelle diverse centinaia di metri superiori della colonna d'acqua), sebbene gli intervalli verticali di due specie di Pterotrachea si estendono nella zona mesopelagica.

## Tassonomia
Il genere è composto da quattro specie riconosciute:
- Specie Pterotrachea coronata  Forsskål, 1775
- Specie Pterotrachea hippocampus  Philippi, 1836
- Specie Pterotrachea keraudrenii   Gray, 1850
- Specie Pterotrachea scutata  Gegenbaur, 1855